# Expédition Vancouver

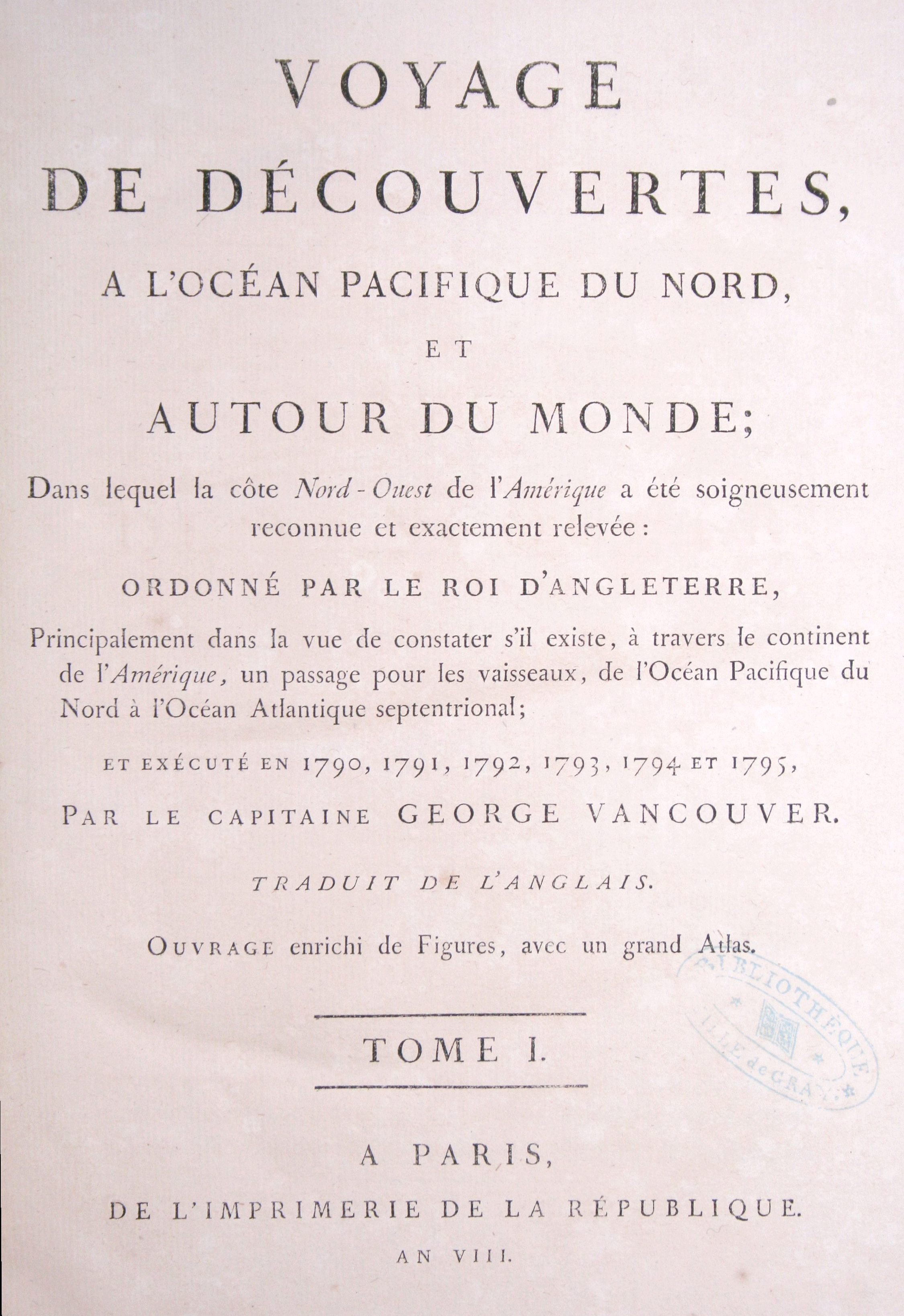
Page titre du compte-rendu de l'expédition

L’expédition Vancouver est un voyage d'exploration et de diplomatie qui s'étala sur cinq ans de 1791 à 1795. L'expédition, qui était commandée par le capitaine George Vancouver, fit le tour du globe et eut de nombreuses retombées historiques. L'expédition fut composée de deux à quatre navires selon les moments, et jusqu'à 153 hommes, dont seulement six ne revinrent jamais du voyage.
L'expédition explora notamment la côte Nord-Ouest de l'Amérique du Nord à la recherche du passage du Nord-Ouest. George Vancouver nomma de nombreux lieux qu'il découvrit comme le mont Rainier. Son nom fut également largement utilisé pour nommer différents lieux comme l'île de Vancouver, les villes de Vancouver au Canada et de Vancouver aux États-Unis ainsi que le mont Vancouver. Le capitaine et son équipage furent à deux doigts de découvrir le fleuve Columbia, ce que fera un navire américain à la même époque.

## Histoire

### Origine
Plusieurs voyages d'explorations, comme celui de James Cook, ont mis en avant l'intérêt stratégique et commercial d'explorer l'océan Pacifique. Le commerce de la fourrure, de la pêche à la baleine ou le commerce avec les pays d'orient étaient importants. La Grande-Bretagne était très intéressée pour améliorer ses connaissances dans le domaine de la pêche baleinière près de l'Australie, de la Nouvelle-Zélande, du passage du Nord-Ouest ou de l'île imaginaire d'Isla Grande. Vancouver était aspirant sur le HMS Resolution lors de la Deuxième expédition Cook (1772–1775).
C'est ainsi que fut construit le navire HMS Discovery. Son capitaine devait être Henry Roberts et Vancouver son Premier Lieutenant. Les plans du voyage furent modifiés lorsque le commerçant et explorateur d'origine britannique John Meares annoncèrent aux autorités de Grande-Bretagne que l'Espagne avait capturé son navire et ses tonnes de marchandises dans la baie Nootka. Bien que ses pertes subies soient exagérées, la Grande-Bretagne envoya à l'Espagne une déclaration de guerre et prépara sa flotte pour régler la Crise de Nootka.
Henry Roberts et Vancouver quittèrent le Discovery pour servir la Navy durant la crise jusqu'à la capitulation de l'Espagne. Vancouver revint ensuite sur le Discovery, en tant que capitaine, et commença son voyage.

## Référence
1. ↑  (en) Naish, John, The Interwoven Lives of George Vancouver, Archibald Menzies, Joseph Whidbey and Peter Puget: The Vancouver Voyage of 1791-1795, Lewiston, The Edward Mellen Press, Ltd., 1996 (ISBN 978-0-7734-8857-1, LCCN 95043268)
2. ↑  (en) Edmond S. Meany, « Vancouver's Discovery of Puget Sound: Portraits and Biographies of the men », The Macmillan Company, 1907 (consulté le 6 février 2008)